# Tommy Clufetos
Tommy Clufetos, né le 30 décembre 1979 à Détroit (Michigan), est un batteur américain. Il a été batteur pour Rob Zombie et a joué avec Black Sabbath.

## Biographie
Tommy commence très tôt sa carrière : à l'âge de 11 ans il jouait déjà dans des clubs et en concert avec le groupe de son père. À 14 ans, il part en tournée avec le groupe soul des années 1960 Little Anthony & The Imperials, puis avec le musicien de Détroit Mitch Ryder et son groupe The Detroit Wheels. À 18 ans, il est déjà pro et a plus d'une centaine de concerts à son actif.
En 2001, il est engagé pour jouer sur la tournée mondiale de Ted Nugent, puis il participe à ses albums Craveman mais aussi Love Grenade. Après de nombreuses dates avec Ted Nugent, en 2004 il collabore avec Alice Cooper enregistrant toutes les parties de batterie sur l'album Dirty Diamond. 
En 2005 il rejoint Rob Zombie, collaborant sur les albums Educated Horses et Hellbilly Deluxe 2, ainsi que sur un live album. Il quitte ensuite le groupe en 2010 pour rejoindre Ozzy Osbourne. Il sera remplacé au sein de Rob Zombie par Ginger Fish (ex-Marilyn Manson)
Clufetos est apparu à la batterie avec Ozzy Osbourne pour le concert donné au BlizzCon 2009, en remplacement de Mike Bordin en tournée avec Faith No More.
Tommy tenait la batterie lors de la tournée de Black Sabbath en 2013- 2014, ainsi que dans celle de 2016.
En mai 2021 est annoncée la formation du supergroupe L.A. Rats dont il fait partie avec Rob Zombie, John 5 et Nikki Sixx. Leur premier morceau, intitulé "I've Been Everywhere", figure dans la bande originale du film de Liam Neeson The Ice Road.

## Collaborations
- 2002 Craveman Ted Nugent
- 2005 Dirty Diamonds Alice Cooper
- 2006 Educated Horses Rob Zombie
- 2007 Love Grenade Ted Nugent
- 2007 The Devil Knows My Name John 5
- 2007 The Evacuation Plan Piggy D
- 2007 Zombie Live Rob Zombie
- 2008 Requiem John 5
- 2010 Hellbilly Deluxe 2 Rob Zombie